# Capela de Nossa Senhora de Guadalupe (Braga)
A Capela de Guadalupe, ou Capela de Nossa Senhora de Guadalupe, localiza-se na freguesia de São Vitor, cidade e município de Braga, distrito de mesmo nome, em Portugal.

## História
Foi erguida no alto do monte de Santa Margarida, pelo então arcebispo de Braga, D. Rodrigo de Moura Teles, que a benzeu em 23 de março de 1725.
À época do arcebispo D. Gaspar de Bragança, o arquiteto Carlos Amarante projetou uma grande alteração à capela, que entretanto não chegou a ser implementada.
Em dezembro de 2012 foi publicada a classificação da capela como Monumento de Interesse Público (MIP) e fixação da respectiva zona especial de protecção.

## Características
A capela, sob a invocação de Nossa Senhora de Guadalupe, está localizada num parque fechado e protegido por um muro.
Apresenta planta circular, com uma entrada por um vestíbulo de três arcos. Sobre o arco principal abre-se um nicho com a imagem de Nossa Senhora de Guadalupe e a inscrição epigráfica "Protegam vrbem istam 1747".